# 1930 na rádio
Nesta página encontrará referências aos acontecimentos directamente relacionados com a rádio ocorridos durante o ano de 1987.

## Nascimentos
| Data      | Nome          | Profissão             | Nacionalidade | Observações | Ref |
| --------- | ------------- | --------------------- | ------------- | ----------- | --- |
| 9 de maio | Darcy Pedrosa | dublador e radialista | Brasil        | m. 1999     |     |

## Mortes
| Data | Nome | Profissão | Nacionalidade | Observações | Ref |
| ---- | ---- | --------- | ------------- | ----------- | --- |